# Северна Тракия
Северна Тракия или Българска Тракия е историко-географска област в България, част от Тракия, която обхваща Горнотракийската низина, Средна гора, части от Задбалканските котловини и Стара планина, както и българските части от Родопите и Странджа. Площта ѝ е 42,073 км².
Границата на Северна Тракия започва от Черно море при нос Емине и върви на запад по билото на Стара планина до връх Остра, оттам тръгва на юг и по билото на Гълъбец, Ихтиманска Средна гора и Шумнатица стига до връх Мусала в Рила. От Мусала върви на изток до Равни чал, оттам отново тръгва на юг и върви по Родопското било разделящо Чепинската от Разложката котловина, върви по Доспатската планина и през връх Виденица стига българо-гръцката граница при Каинчал, която следва на изток до връх Циганско градище. Оттам слиза на юг към Места.